# Бушманов, Василий Борисович
Василий Борисович Бушманов (20 января 1932, Покровка, Центрально-Чернозёмная область — 17 января 2023, Коротояк, Воронежская область) — передовик сельскохозяйственного производства, звеньевой колхоза имени Ильича. Герой Социалистического Труда (1965).

## Биография
Родился 20 января 1932 года в крестьянской семье в селе Покровка (ныне — в Острогожском районе Воронежской области). С 1946 года работал в колхозе имени Ильича Острогожского района. Позднее был назначен звеньевым механизаторского звена. Звено Василия Бушманова ежегодно получало более 300 центнеров сахарной свеклы с гектара на участке площадью 266 гектаров. За выдающиеся достижения в трудовой деятельности был удостоен в 1965 году звания Героя Социалистического Труда.
В 1966 году избирался делегатом XXIII съезда КПСС.
Проработал в колхозе имени Ильича до 1978 года.
После выхода на пенсию проживал в селе Покровка. Скончался 17 января 2023 года.

## Награды
- Герой Социалистического Труда — указом Президиума Верховного Совета СССР от 31 декабря 1965 года.
- Орден Ленина (1965).
- Почётный гражданин Острогожского района.